# Leptochiton nierstraszi
Leptochiton nierstraszi är en blötdjursart som först beskrevs av Eugène Leloup 1981.  Leptochiton nierstraszi ingår i släktet Leptochiton och familjen Leptochitonidae. Inga underarter finns listade i Catalogue of Life.